# Elektrownia Żydowo
Elektrownia Żydowo – elektrownia szczytowo-pompowa znajdująca się w Żydowie w powiecie koszalińskim, której właścicielem jest spółka Energa Wytwarzanie SA należąca do grupy kapitałowej Energa.

## Historia
Pierwsze wzmianki o możliwości energetycznego wykorzystania dwóch naturalnych zbiorników wodnych, jakimi są jeziora Kamienne i Kwiecko, pochodzą z lat 30. XX wieku.

## Kalendarium
- 1932 pierwszy projekt budowy elektrowni o mocy 45 MW
- 1957 opracowanie projektu
- 1964–1971 budowa elektrowni
- 1971 uruchomienie elektrowni
- 1 lipca 2000 powstanie firmy Elektrownie Wodne Słupsk Sp. z o.o. wydzielonej z Zakładu Energetycznego Słupsk S.A.
- 31 grudnia 2004 w składzie Grupy Kapitałowej ENERGA S.A. (własność ENERGA Zakład Elektrowni Wodnych Spółka z o.o. w Straszynie)

## Dane techniczne

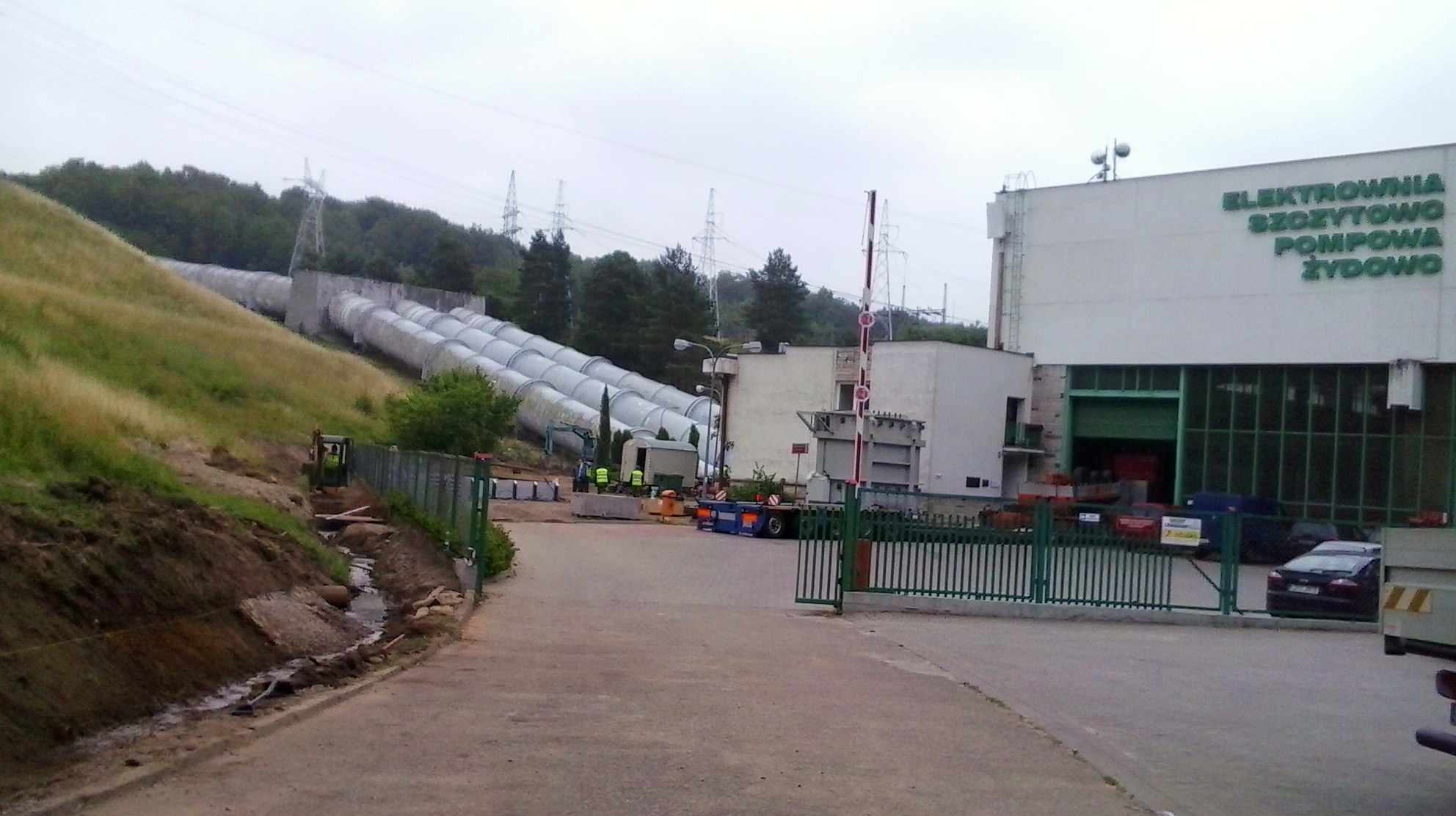
Budynek główny elektrowni i rurociągi

Dwa naturalne jeziora: Kamienne i Kwiecko, położone blisko siebie i mające znaczną (około osiemdziesiąt metrów) różnicę poziomów lustra wody, połączono trzema stalowymi, pięciometrowej średnicy rurociągami. W ciągu sekundy na łopatki turbin kierowanych jest 240 metrów sześciennych wody, dzięki czemu elektrownia może osiągać moc 156 MW.
W ciągu nocnej nadwyżki energii w sieci dwa turbozespoły odwracalne ponownie wpompowują trzy miliony metrów sześciennych wody do górnego zbiornika.
Parametry systemu hydrotechnicznego elektrowni szczytowo–pompowej w Żydowie:
- zbiornik górny: Jezioro Kamienne (powierzchnia maksymalna 100 ha, powierzchnia minimalna: 78 ha)
- zbiornik dolny: jezioro Kwiecko[2] (powierzchnia maksymalna 140 ha)
- średnia różnica poziomów między zbiornikami: 82,7 m
- kanał roboczy (łączący J. Kamienne i komorę wlotową do rurociągów): 
  - długość 1316 m
  - szerokość dna 12 m
  - głębokość 9 m
  - prędkość wody 2,2 m/s
- rurociągi (od komory wlotowej do elektrowni): 
  - liczba: 3
  - średnica: 5 m,
  - długość 467 m

Elektrownia jest dostępna do zwiedzania.